# Heinrich Lichner
Heinrich Lichner (* 6. März 1829 in Harpersdorf, Landkreis Goldberg, Provinz Schlesien; † 7. Januar 1898 in Breslau, Provinz Schlesien) war ein deutscher Komponist.
Dieser ist bekannt für seine Sonatinen. Die Klavier-Kompositionen erschienen meist im Verlage von C. F. W. Siegel’s Musikalienhandlung (R. Linnemann) in Leipzig. Zu seinen beliebtesten und oft gespielten Stücken zählt sein Zigeunertanz.